# 2022年の大韓民国
2022年の大韓民国 （2022ねんのだいかんみんこく）では、2022年（檀紀4355年）の大韓民国に関する出来事について記述する。

## 国家元首等
- 大統領
  - 第19代: 文在寅 （2017年5月10日 - 2022年5月9日）
  - 第20代: 尹錫悦 （2022年5月10日 - ）
- 国務総理
  - 第47代: 金富謙 （2021年5月14日 - 2022年5月11日）
  - 代行: 秋慶鎬 （2022年5月12日 - 2022年5月20日）
  - 第48代: 韓悳洙 （2022年5月21日 - ）

## できごと

### 通年
- 韓国における2019年コロナウイルス感染症の流行状況

### 1月
- 1月11日 - 光州広域市西区建設中の39階建てマンションの23階から38階部分の外壁が崩れ落ちる事故が発生し、作業員の6人が行方不明[1]。
- 1月19日 - 北朝鮮のミサイル発射に対して韓米外務次官が電話会談をした[2]。
- 1月24日 - 政府は新薬開発などバイオ分野R＆Dに2743億ウォン支援することを発表した[3]。
- 1月25日 - 政府はロシアのウクライナ侵攻の可能性が高まっているウクライナの15州について国民に撤収を勧告した[4]。
- 1月26日 - 新型コロナウイルス感染者の自宅療養期間を10日から7日に短縮[5]。
- 1月27日 - 相次ぐ北朝鮮のミサイル発射に対して韓米高官が電話協議を行った[6]。
- 1月30日 - 韓国政府が日本がすすめる佐渡金山の世界遺産登録阻止のためのタスクフォースが発足を決める。また、外交部は「韓国側の再三の警告にもかかわらず、日本政府が第2次世界大戦時の韓国人強制労働被害現場である佐渡金山をユネスコ世界遺産に登録することを決めたことに対して強い遺憾の意を表する」と述べた[7]。
- 1月31日 - 文在寅大統領が旧正月に合わせメッセージを発表。新型コロナウイルス克服の意思を再確認した。北朝鮮については触れず[8]。

### 2月
- 2月1日 - 同年1月1日に10ヶ国で発効された地域的な包括的経済連携協定（RCEP）協定がこの日に韓国でも発効[9]。
- 2月4日
  - 2022年北京オリンピックの開会式で韓国選手団が入場
  - 南アフリカ共和国など11か国に対する入国禁止措置を解除。海外入国者の隔離期間も10日から7日に短縮[10]。
- 2月26日 - 韓米外相が電話会談し、ロシアのウクライナ侵攻を糾弾した[11]。
- 2月28日- 韓中外相が電話会談をし、ウクライナ問題などについて協議した[12]。

### 3月
- 3月8日 - MLB・セントルイス・カージナルスからFAの金廣鉉（キム・グァンヒョン）がSSGランダースとKBO史上最高額となる4年1230万ドルの契約に合意[13]。
- 3月9日 - 2022年大韓民国大統領選挙で、国民の力の尹錫悦が共に民主党の李在明らを破って当選[14]。
- 3月16日 - 新型コロナウイルスの1日の新規感染者数が62万人余りだった[15]。

### 4月
- 4月1日 - 大韓民国空軍の機体同士が訓練中に衝突し、操縦士4人が死亡[16]。

### 5月
- 5月20日 - アメリカのジョー・バイデン大統領が就任後初めて韓国に訪問[17]。
- 5月21日 - 2022年韓米首脳会談（朝鮮語版）
- 5月22日 - イングランド・サッカープレミアリーグ2021-2022の全日程が終了し、サッカー韓国代表の孫興ミン（トッテナム・ホットスパーFC）がシーズン23得点で、同リーグではアジア人初の得点王（英語版）を獲得（モハメド・サラーと並ぶ）[18]。
- 5月29日 - 韓国プロ卓球リーグ（朝鮮語版）が発足し、第1回シーズンの2022年の韓国プロ卓球リーグ（朝鮮語版）が終了
- 5月31日（現地時間） - BTSがホワイトハウスでジョー・バイデン大統領と面会し、アジア系住民に対するヘイトクライムの撲滅を訴えた[19]。

### 6月
- 6月1日 - 第8回全国同時地方選挙
- 6月9日 - 大邱のビルで放火と見られる火災が発生し、7人が死亡、40人以上が負傷[20]。
- 6月14日 - BTSがソロ活動に専念するため、無期限の活動休止に入ることを発表[21]。
- 6月22日 - 国内で初めてサル痘[注 1]の感染者を確認[23]。

### 7月
- 7月12日 - イカゲームが非英語作品で初めてエミー賞にノミネート[24]。
- 7月15日 - 仁荷大学校性的暴行死亡事件
- 7月28日～31日 - 2022年FIVB男子バレーボール・チャレンジャーカップをソウルで開催し、韓国代表が銅メダルを獲得。
- 7月31日（現地時間） - BTSのJ-HOPEが韓国人初となる、アメリカ音楽フェスティバル『ロラパルーザ』でトリを務めた[25]。

### 8月
- 8月5日 - 国内初の宇宙探査機のタヌリの打ち上げが成功[26]。
- 8月8日 - 2022年朝鮮半島中部豪雨でソウル特別市および京畿道などで計9人が死亡、6人が行方不明[27]。
- 8月28日 - 最大野党の革新系「共に民主党」は28日の党大会で、3月の大統領選で僅差で敗れた李在明を党代表に選出した[28]。

### 9月
- 9月6日 - 令和4年台風第11号が釜山に上陸、その後浦項市を中心に国内で11人が死亡[29]。
- 9月14日 - 新堂駅殺人事件（朝鮮語版）：新堂駅で20代の女性駅務員が元同僚のストーカーにより殺害された事件が発生[30]。
- 9月26日 - 大田広域市儒城区の現代プレミアムアウトレットで火災が発生し、7人が死亡[31]。

### 10月
- 10月2日 - SSCナポリ所属の金玟哉（キム・ミンジェ）がアジア人として初の月間最優秀選手賞 (セリエA)（英語版）を受賞[32]。
- 10月15日
  - 2022年SK C&Cデータセンター火災（朝鮮語版）：京畿道城南市の板橋テクノバレーにあるデータセンターでの火災により、午後3時半ごろからカカオとネイバーの各種サービスに大規模な通信障害が発生した。特にカカオは被害が大きく、カカオトークなどのサービスが中断した[33][34]。
  - 製パン工場で女性従業員が機械に挟まれ死亡した[35]。この事故は、工場を運営する企業のパンの不買が呼び掛けられる事態に発展した[36]。
- 10月29日
  - ソウル梨泰院雑踏事故が発生し、150人以上が死亡、100人以上が負傷。
  - 忠清北道槐山郡でマグニチュード4.1の地震が発生[37]。

### 11月
- 11月1日 - トッテナム・ホットスパー所属の孫興ミンがオリンピック・マルセイユとの試合でシャンセル・ムベンバと接触して顔面を骨折。2022 FIFAワールドカップへの出場が危ぶまれたこともあり、韓国国内から相手選手への誹謗中傷や人種差別的投稿が相次いだ[38]。
- 11月2日
  - 北朝鮮による弾道ミサイルが北方限界線の南側の公海上に着弾したことから慶尚北道鬱陵郡で6年ぶりの空襲警報が発令[39]。
  - 同月11日にメジャーリーグベースボール選抜チームが1922年以来100年ぶりに韓国で親善試合を開催予定だったが、中止が発表された[40]。
- 11月6日 - ソウル南西部の永登浦駅付近で列車が脱線、20人以上が負傷[41]。
- 11月8日 - KBO・2022年の韓国シリーズ（英語版）でSSGランダースがキウム・ヒーローズを4勝2敗で破って4年ぶり5度目の優勝[42]。

### 12月
- 12月5日 - 2022 FIFAワールドカップで韓国代表はグループHを2位で通過し、決勝トーナメント1回戦でブラジル代表に4-1で敗れた[43]。
- 12月13日 - BTSの最年長メンバーのJINが兵役義務のため、法定上限年齢の30歳で陸軍に入隊[44]。
- 12月26日 - 北朝鮮のドローン5機が韓国の領空を侵犯したことを受け、戦闘機や攻撃ヘリコプターが出動[45]。

## 死去
- 1月1日 - 池明観：宗教政治学者（* 1924年）
- 1月11日 -  尹誠根（朝鮮語版）：裁判官（* 1959年）
- 1月28日 - 鄭範謨（朝鮮語版）：教育学者（* 1925年）
- 2月22日 - 金正宙（英語版）：実業家、ネクソン創業者（* 1968年）
- 3月1日 - 金秉騏：画家（* 1916年）
- 4月25日 - 羅雄培：政治家（* 1934年）
- 5月7日 - カン・スヨン：女優（* 1966年）
- 5月8日 - 金芝河：詩人（* 1941年）
- 5月17日 - 丁來赫：軍人（* 1926年）
- 6月8日 - 宋海：歌手、俳優（* 1927年）
- 6月15日 - チョ・ミンホ：アイスホッケー選手（* 1987年）
- 6月23日 - 趙淳：経済学者、政治家（* 1928年）
- 7月5日 - 李鎬汪：ウイルス学者（* 1928年）
- 7月18日 - 張坰淳：政治家（* 1922年）